# 유이역
유이역(일본어: 由比駅 유이에키[*])은 일본 시즈오카현 시즈오카시 시미즈구에 있는 도카이 여객철도의 철도역이다.

## 역 구조
쌍단식 2면 2선과 섬식 1면 2선 (총 3면 4선) 구조로 이루어진 지상역이다. 역사는 북쪽 승강장 쪽에 있으며, 두 개의 쌍단식 승강장 사이로 섬식 승강장이 놓인 구조이다. 2·3번선이 본선이며, 1·4번선은 대피가 이루어질 때만 사용한다. 역사와 승강장들은 구름다리로 이어져 있다.
후지카와 역이 관리하는 업무 위탁역으로, 영업은 도카이 교통 사업이 대신 하고 있다.

### 승강장
| 1·2 | ■ 도카이도 본선 | 누마즈 · 아타미 방면     |
| 3·4 | ■ 도카이도 본선 | 시즈오카 · 하마마쓰 방면 |

## 역세권 정보
- 국도 제1호선

## 역사
- 1916년 4월 15일 - 일본국유철도 도카이도 본선 간바라 역 ~ 오키쓰 역 사이에 신설 개업.
- 1987년 4월 1일 - 민영화에 따라 도카이 여객철도의 소속이 되었다.
- 2008년 3월 1일 - TOICA의 사용이 개시되었다.

## 인접역
| 도카이 여객철도 도카이도 본선 | 도카이 여객철도 도카이도 본선 | 도카이 여객철도 도카이도 본선 |
| ----------------------------- | ----------------------------- | ----------------------------- |
| 간바라 아타미 방면            | ■ 도카이도 본선               | 오키쓰 시즈오카·하마마쓰 방면 |